# Vijay Singh

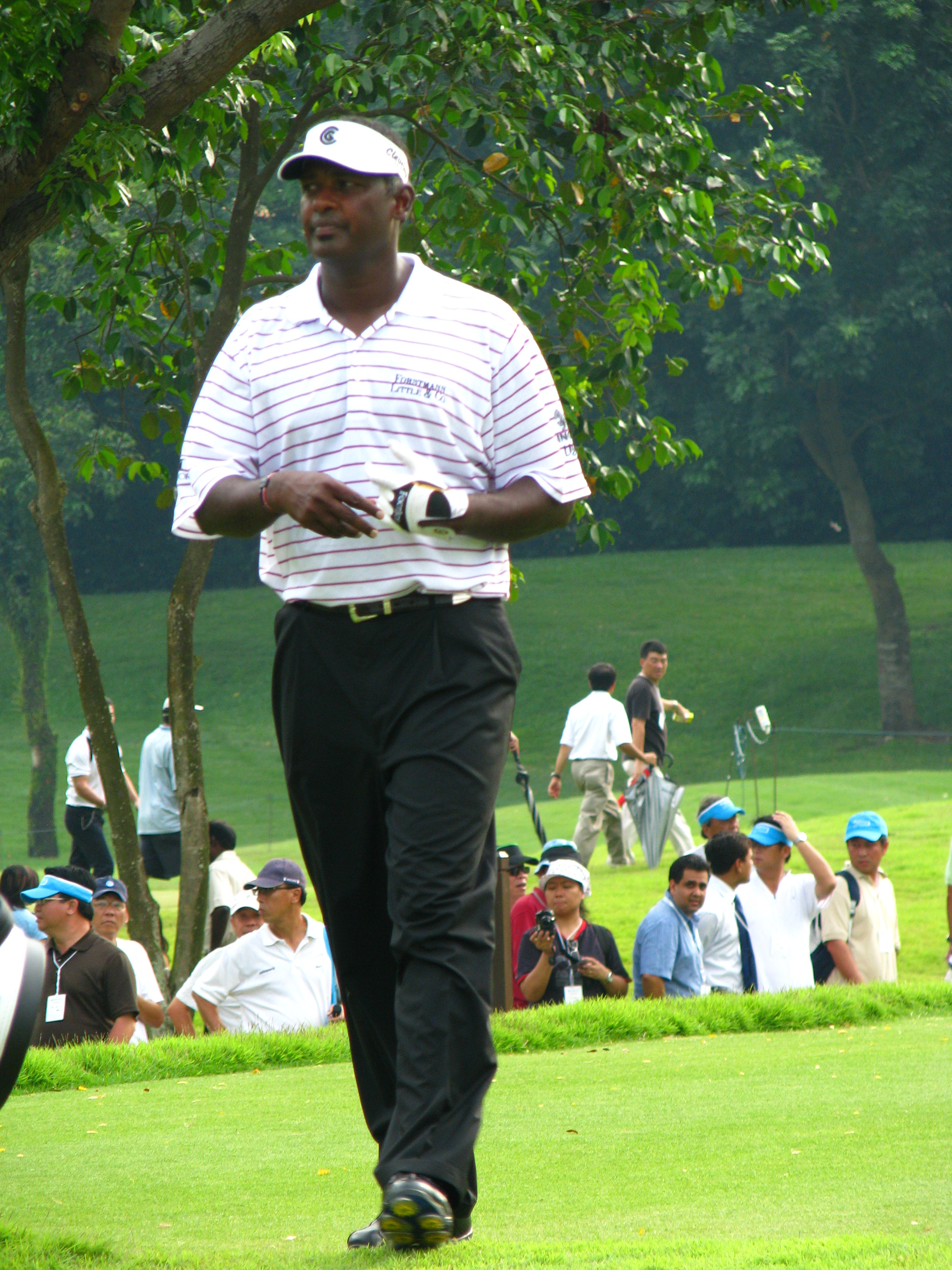
Vijay Singh

Vijay Singh, född 22 februari 1963 i Lautoka, Fiji, är en fijiansk professionell golfspelare på PGA-touren som har vunnit tre majors och penningligan på den amerikanska PGA-touren 2003 och 2004. Singh, som är fijiansk medborgare, föddes i Lautoka och växte upp i Nadi. Han är av indisk härkomst och son till en flygplanstekniker som även var golfinstruktör. När han växte upp beundrade han Tom Weiskopfs sving och han använde den tidigt i sin karriär. Vijay är 188 cm lång och gift med Ardena Seth. De har en son, Qass Seth, som föddes 16 juni 1990. Han bor i Ponte Vedra Beach, Florida.

## Karriär
Vijay blev professionell 1982 och vann några internationella tävlingar, bland annat Malaysian PGA Championship 1984. Han stängdes av från Asian Tour 1985 när han fuskade med scorekortet, och arbetade därefter som pro på Borneo för att tjäna pengar så att han kunde återuppta sin golfkarriär. Han vann Nigerian Open 1988 och kvalificerade sig för PGA European Tour. 1989 vann han Ivory Coast Open, Zimbabwe Open och Volvo Open di Firenze, 1990 El Bosque Open och 1991 King Hassan Trophy.
Han kvalificerade sig för den amerikanska PGA-touren 1993. Han vann sin första PGA-tävling, Buick Classic efter särspel mot Mark Wiebe och den segern gjorde honom till 1993 års nykomling på PGA-touren. Efter ett avbrott för problem med rygg och nacke 1994, vann Vijay Buick Classic och Phoenix Open 1995. Trots att han spelade bra 1996 vann han inga tävlingar men 1997 vann han både Memorial Tournament och Buick Open.
1998 vann Vijay PGA Championship på Sahalee i Redmond, Washington, efter fyra rundor på 70-66-67-68. 66 slag den andra dagen var banrekord. Det var hans första majorseger och 2000 vann han sin andra i The Masters Tournament med tre slag före Ernie Els. 
2001 vann inte Singh några tävlingar , men placerade sig top tio i 14 tävlingar och blev fyra i penningligan med 3,440,829 dollar. 2002 vann Vijay Shell Houston Open på TPC i The Woodlands med ett nytt banrekord på 65 slag och The Tour Championship med två slag före Charles Howell III.
2003 blev ett framgångsrikt år för Vijay. Han vann fyra tävlingar, placerade sig top tio 18 gånger och vann penningligan med 7.573.907 dollar, som är den näst högsta penningsumman i historien, 900.494 dollar bättre än Tiger Woods. Vijay vann Phoenix Open, EDS Byron Nelson Championship, John Deere Classic och Funai Classic på Walt Disney World Resort.
2003 överskuggades dock av kontroverser inför det årets tävling på Colonial. LPGA-stjärnan Annika Sörenstam blev den första kvinnan att spela på PGA-touren sedan Babe Zaharias i Los Angeles Open 1945. Vijay feltolkades av media som påstod att han hade sagt att han inte ville gå i samma boll som henne eftersom hon inte hörde hemma på PGA-touren. Vad han egentligen sade var att han inte skulle spela med henne eftersom han skulle komma att spela med en spelare som vunnit tidigare. Han gjorde senare ett förtydligande. Läs citatet på svenska Wikiquote.
Singhs framgångar fortsatte och 2004 inledde han med att vinna AT&T Pebble Beach National Pro-Am på 16 slag under par vilket gav honom 954.000 dollar i prispengar. Det var hans första seger 2004 och hans sextonde totalt på PGA-touren. Det var hans tolfte top tio-placering i rad, vilket är två färre än Jack Nicklaus rekord.
Singh vann 2004 års sista major, PGA Championship. Det var hans tredje majorseger efter särspel i tre hål före Justin Leonard och Chris DiMarco. Singh var i ledningen med ett slag före Leonard inför sista rundan, men gjorde inga birdies och slutade tävlingen på 67-68-69-76=280 slag. Hans sista runda på 76 slag var det högsta antal slag av en majorvinnare sedan 1955.  Singhs birdie på det första särspelshålet avgjorde.
Den 6 september 2004 vann Singh Deutsche Bank Championship i Boston. I och med segern, tog han över första platsen i golfens världsranking från Tiger Woods, som hade varit etta i 264 veckor. Säsongen 2004 vann Singh nio turneringar och hade dessutom 18 top tio-placeringar, vilket tillsammans inbringade 10.905.166 dollar i intjänade pengar och gjorde att han utsågs till Player of the Year på PGA-touren.
Singh har bibehållit sin spelstyrka och nått stora framgångar efter fyllda 40 år. Han har vunnit 13 gånger efter fyllda 40. Det är endastr Sam Snead som vann 17 gånger efter sin 40-årsdag som har vunnit flera PGA turneringar. Singhs totalt 26 segrar gör honom, tillsammans med skotten Tommy Armour, till den internationelle spelare som har flest segrar på PGA-touren.
Trots en tidig seger 2005, tappade Singh första platsen på golfens officiella världsranking (http://www.owgr.com) när Tiger Woods vann Ford Championship den 6 mars, men två veckor senare återtog han på nytt första platsen efter tre segrar på tre veckor. Efter att Woods vunnit 2005 års Masters återtog inte Singh första platsen någon mer gång. I april 2005 blev han den yngste spelaren som genom omröstning i PGA valts in i World Golf Hall of Fame.

## PGA-karriär
| År   | Majors | Internationella segrar | PGA-segrar | Intjänade pengar, dollar | Ranking |
| 1993 | 0      | 1                      | 1          | 657 831                  | 19      |
| 1994 | 0      | 2                      | 0          | 325 959                  | 52      |
| 1995 | 0      | 1                      | 2          | 1 018 713                | 9       |
| 1996 | 0      | 0                      | 0          | 855 140                  | 17      |
| 1997 | 0      | 2                      | 2          | 1 059 236                | 16      |
| 1998 | 1      | 0                      | 2          | 2 238 998                | 2       |
| 1999 | 0      | 0                      | 1          | 2 283 233                | 4       |
| 2000 | 1      | 1                      | 1          | 2 573 835                | 5       |
| 2001 | 0      | 2                      | 0          | 3 440 829                | 4       |
| 2002 | 0      | 0                      | 2          | 3 756 563                | 3       |
| 2003 | 0      | 1                      | 4          | 7 573 907                | 1       |
| 2004 | 1      | 0                      | 9          | 10 905 166               | 1       |

## Meriter

### Majorsegrar
- 1998 PGA Championship
- 2000 The Masters
- 2004 PGA Championship

### Toursegrar
- 1984 Malaysian PGA Championship
- 1988 Nigerian Open, Swedish PGA
- 1989 Nigerian Open, Ivory Coast Open, Zimbabwe Open, Volvo Open di Firenze
- 1990 El Bosque Open
- 1991 King Hassan Trophy
- 1992 Turespana Masters, Malaysian Open, Volvo German Open
- 1993 Buick Classic, Bells Cup
- 1994 Scandinavian Masters, Trophee Lancome
- 1995 Buick Classic, Phoenix Open, Passport Open
- 1997 Memorial Tournament, Buick Open, South African Open, World Match Play Championship
- 1998 The INTERNATIONAL
- 1999 Honda Classic
- 2000 Taiwan Open
- 2001 Malaysian Open, Singapore Masters
- 2002 Shell Houston Open, The Tour Championship
- 2003 Phoenix Open, EDS Byron Nelson Championship, John Deere Classic, Funai Classic, Canadian Skins Game
- 2004 AT&T Pebble Beach National Pro-Am, Shell Houston Open, HP Classic of New Orleans, Buick Open, Deutsche Bank Championship, Bell Canadian Open, 84 LUMBER Classic, Chrysler Championship
- 2005 Sony Open, Shell Houston Open, Wachovia Championship

### Övriga framgångar
- 2003 Etta i PGA-tourens penningliga
- 2004 Blev etta på golfens världsranking i september
- 2004 Etta i PGA-tourens penningliga och den förste spelaren att vinna mer än 10,000,000 dollar under en säsong.
- 2004 Top fem att vinna flest turneringar i PGA-tourens historia under en säsong och först sedan 1950 (9 av 29 tävlingar).